# مارك وارنر
مارك وارنر هو محامي وسياسي كندي، ولد في 1964 في ترينيداد وتوباغو.